# Llibre de Tobies
El llibre de Tobies o llibre de Tobit (grec: τωβιτ, hebreu טוביה Tobiah "Yahvé és el meu Déu") és una narració antiga d'origen jueu, inclosa en el còdex de la Septuaginta.

## Canonicitat del llibre
És considerat per diverses esglésies com un dels llibres de la Bíblia. Generalment està ubicat entre els llibres de Nehemies i Judit. Les esglésies catòlica, ortodoxa, armènia, copta, etíop i altres, consideren aquest llibre part de la Bíblia igual que altres llibres Deuterocanònic, que les esglésies protestants i evangèliques, consideren apòcrifs i fora del cànon.

## Manuscrits
Les versions més antigues conegudes del llibre de Tobies són diversos fragments en arameu (4Q196 a 4Q199) i un hebreu (4Q200) que foren trobats entre els Manuscrits de la mar Morta. Les versions o traduccions gregues no han transmès de manera uniforme el text. Entre els còdexs hi ha dues formes, bastant diferents, per una part, el Còdex Vaticanus i el Còdex Alexandrinus, per altra banda el Còdex Sinaiticus. Els dos primers donen una versió breu i el Sinaític, una més llarga, i coincideix amb els fragments arameu i hebreu i que es considera actualment la més propera al text original. La Vulgata llatina depèn de les versions gregues i de la Vetus Llatina, encara que se sap que Sant Jeroni disposà per la seva traducció d'un manuscrit arameu, avui dia perdut. La Vetus Llatina ofereix un text molt afí al Sinaític. Alguns manuscrits tenen interpolacions gnóstiques, que estan presents en la Vulgata Clementina del segle xvii i en versions modernes dependents d'ella. Es conserven també manuscrits siríacs i una versió aramea tardana.

## Argument
El llibre de Tobies analitza la presència de Déu en les relacions familiars, expressades en la companyia que l'arcàngel Rafael fa a un jove ple de fe, que va a cercar esposa i finalment es casa després de patir enormes dificultats amb l'ajuda de l'àngel enviat per Déu.
Tobit és un jueu de la tribu de Neftalí deportat a Nínive que esdevingué cec al caure sobre els seus ulls excrements d'aus. Més tard, Tobies, fill de Tobit, troba Sara, una jove verge que casada set vegades, enviudava per culpa del dimoni Asmodeu, que ocasionava la mort als seus esposos en la nit de noves. Tobies estima Sara des d'abans de conèixer-la per la descripció que l'arcàngel li fa: "és intel·ligent, valent i molt bonica i el seu pare és honrat" (6:12). Es casa amb ella, d'acord amb el consell de l'arcàngel, espanta al dimoni fent cremar el cor i fetge d'un peix que havia pescat anteriorment. En tornar, aconsegueix treure la ceguera al seu pare untant-li en els ulls la fel del peix.